# Agnes Smedley
Pour les articles homonymes, voir Smedley.
Agnes Smedley (23 février 1892 - 6 mai 1950) était une journaliste américaine et militante communiste. Pendant la Première Guerre mondiale, elle a milité aux États-Unis pour l'indépendance de l'Inde, bénéficiant du soutien financier de l'Allemagne, puis du Komintern pour promouvoir la révolution mondiale et a soutenu la révolution chinoise de 1911. Elle a aussi défendu diverses causes comme les droits des femmes, le contrôle des naissances et le bien-être des enfants.
Smedley a écrit six livres, dont un roman, des reportages et une biographie du général chinois Zhu De. Elle a travaillé pour des journaux comme le New York Call, le Frankfurter Zeitung et le Manchester Guardian, et écrit pour des périodiques tels que la Modern Review (en), New Masses, The New Republic et The Nation.